# Goera baishanzuensis
Goera baishanzuensis är en nattsländeart som beskrevs av Yang och Morse 1997. Goera baishanzuensis ingår i släktet Goera och familjen grusrörsnattsländor. Inga underarter finns listade i Catalogue of Life.